# Entosthodon apiculatopilosus
Entosthodon apiculatopilosus är en bladmossart som beskrevs av Allan James Fife 1985. Entosthodon apiculatopilosus ingår i släktet koppmossor, och familjen Funariaceae. Inga underarter finns listade i Catalogue of Life.